# Izzadó fásgereben
Az izzadó fásgereben (Hydnellum ferrugineum) a Bankeraceae családba tartozó, Eurázsiában és Észak-Amerikában elterjedt, fenyvesekben élő, nem ehető gombafaj. 

## Megjelenése
Az izzadó fásgereben kalapja 3-10 cm széles, alakja fiatalon kissé domború, majd párnaszerűen, végül laposan kiterül, közepe némileg bemélyedhet. Felszíne egyenetlen, hullámos. Felülete bársonyos, nemezes. Színe fiatalon fehér, majd rozsdás sárgásbarnává, idősen (vagy sérülésre) vörösbarnává, sötétbarnává sötétedik. A szomszédos termőtestek gyakran összenőnek. Fiatalon vörös folyadékcseppeket választ ki.
Húsa eleinte puha, vizenyős; idősen szívós, parafaszerű. Színe vöröses vagy lilásbarnás, zónázott. Szaga kellemes, lisztes, íze nem jellegzetes.  
Termőrétege tüskés. A tüskék max. 5 mm hosszúak, a tönk közelében sűrűbbek, színük eleinte fehéres, később lilásbarna vagy barna. 
Tönkje 2-5 cm magas és 1-3 cm vastag. Alakja szabálytalan, vaskos; hengeres vagy lefelé vékonyodik. Felszíne nemezes, különösen a tövénél. Színe megegyezik a kalapéval; idősen vörösbarna. 
Spórapora világosbarna. Spórája széles elliptikus vagy majdnem kerek, szabálytalanul szögletes, mérete 5,5-6,5 x 3,5-4,5 µm.

### Hasonló fajok
A fiatal példányokhoz a csípős ízű csípős fásgereben, az idősekhez a lombos erdőkben élő bársonyos fásgereben hasonlíthat. 

## Elterjedése és termőhelye
Eurázsiában és Észak-Amerikában honos.
Fenyvesekben, luc vagy erdei fenyő alatt fordul elő, többnyire homokos, sovány talajon. Augusztustól októberig terem. 

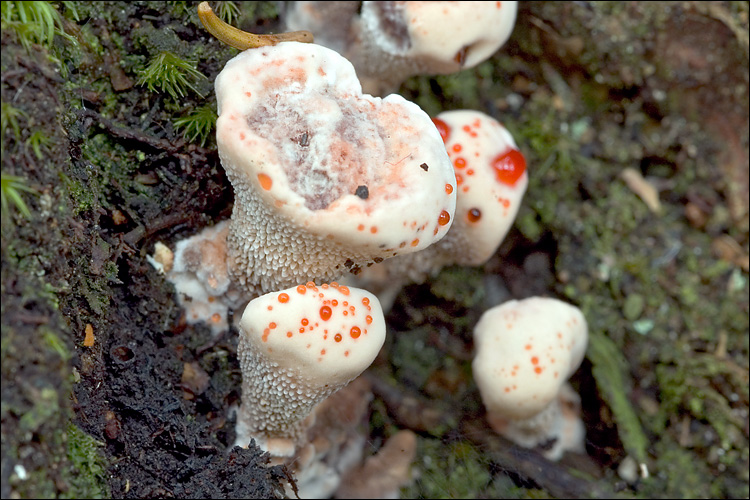
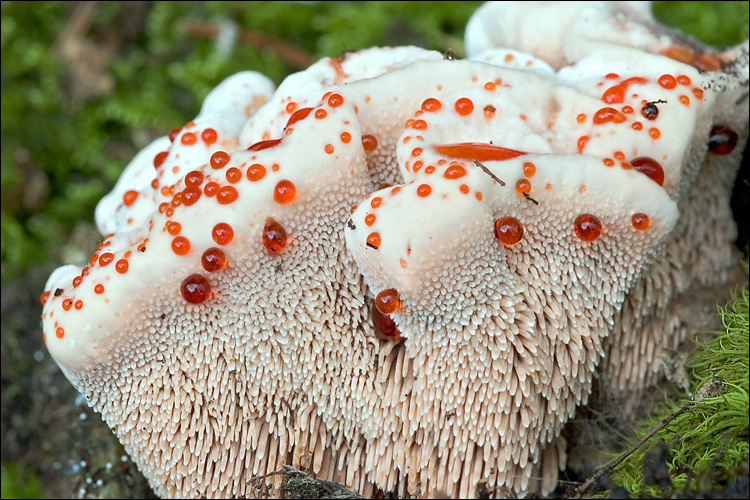
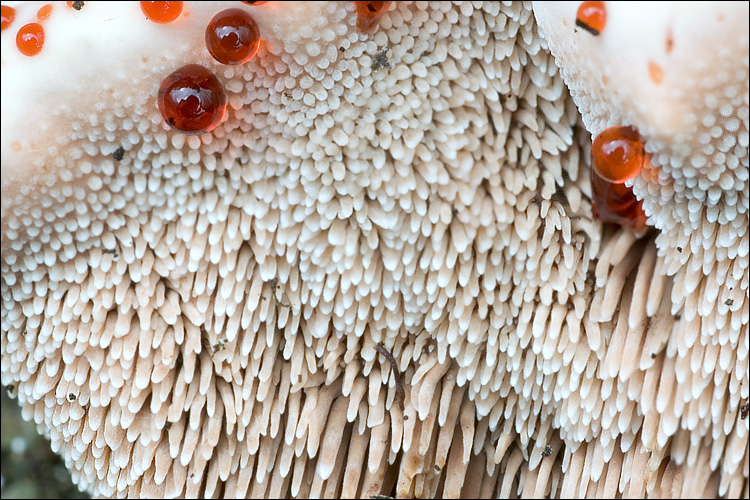
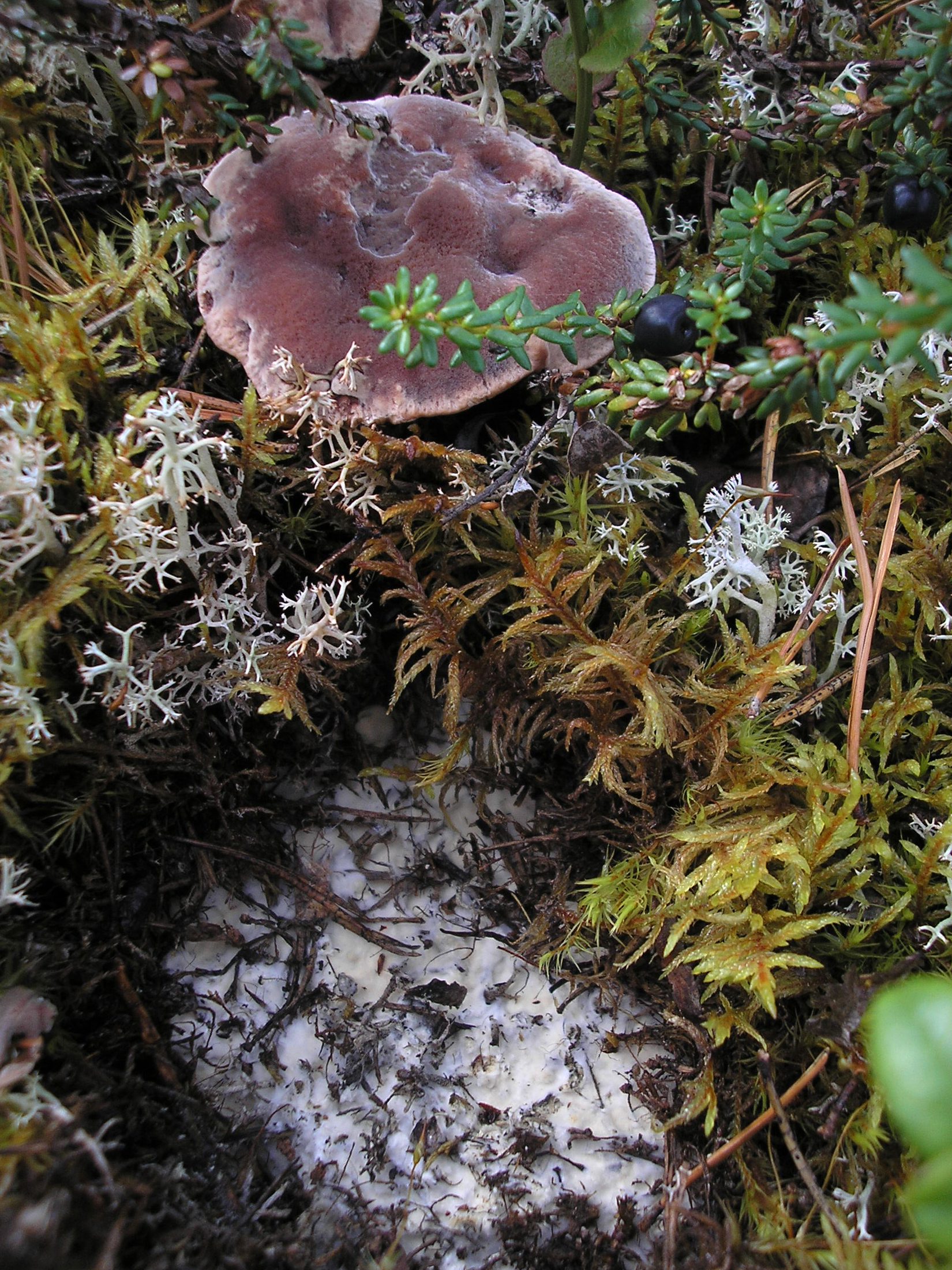
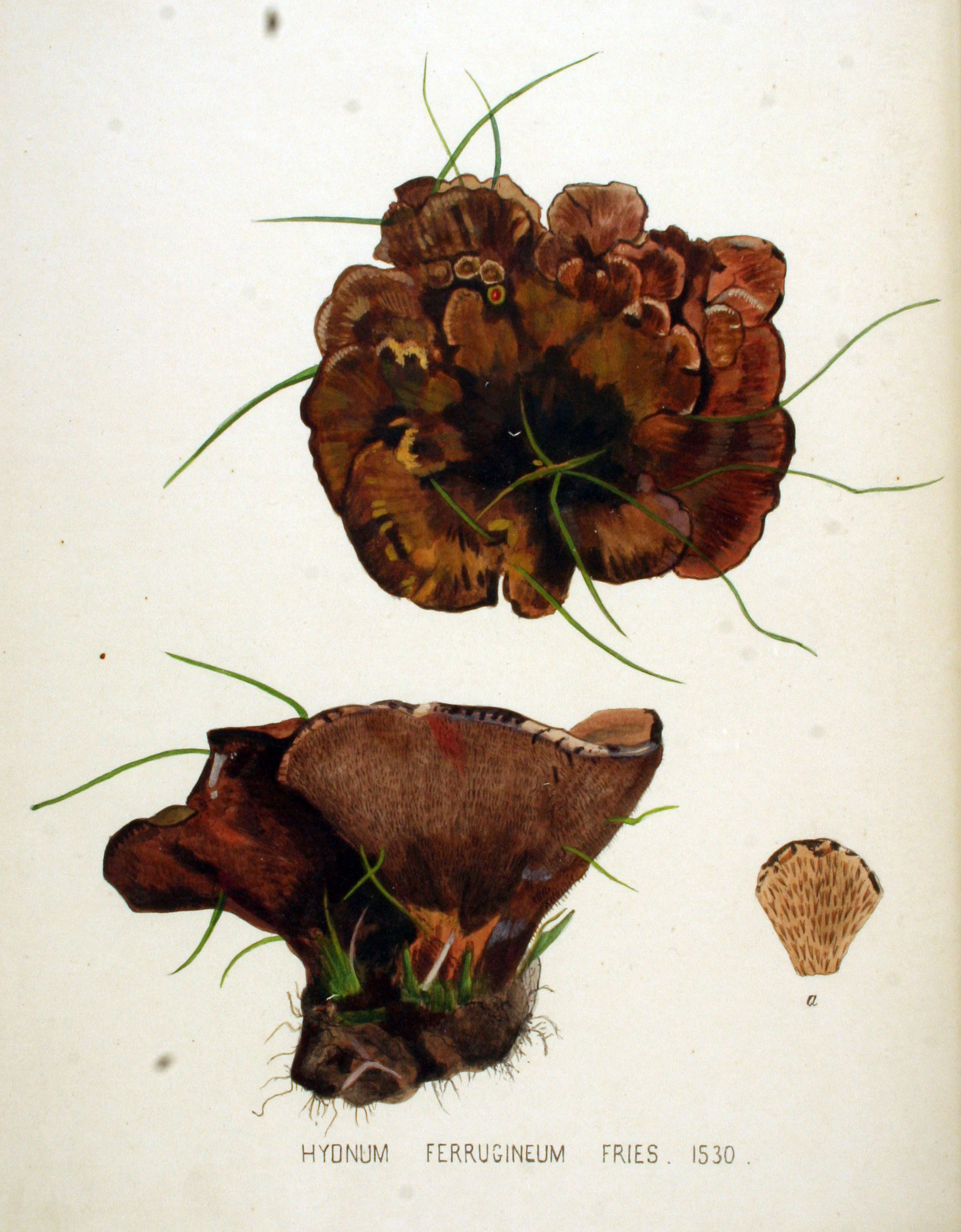

Nem ehető.